# Glenea cleome
Glenea cleome là một loài bọ cánh cứng trong họ Cerambycidae.